# Tay Phóng Viên Kỳ Quái
Tay Phóng Viên Kỳ Quái (tiếng Anh: Borat hoặc Borat! Cultural Learnings of America for Make Benefit Glorious Nation of Kazakhstan) là một bộ phim hài của Mỹ-Anh năm 2006 do Dune Entertainment sản xuất và được phân phối bởi 20th Century Fox. Bộ phim do Larry Charles đạo diễn, với sự tham gia của các diễn viên Sacha Baron Cohen, Ken Davitian, Luenell và Pamela Anderson.

## Nội dung
Theo yêu cầu của Bộ Thông tin Kazakhstan, phóng viên Borat Sagdiyev rời Kazakhstan đến Hoa Kỳ, nơi được gọi là "Quốc gia vĩ đại nhất thế giới", để thực hiện một bộ phim tài liệu về xã hội và văn hóa Mỹ. Bạn đồng hành của anh là Azamat Bagatov và một con gà mái. Tại Thành phố New York, Borat xem một tập phim Baywatch trên TV và đem lòng yêu nữ diễn viên Pamela Anderson, đồng thời nhận được tin vợ anh ở quê nhà đã bị một con gấu giết chết. Anh vui mừng quyết định đến California cầu hôn Pamela. Borat và Azamat không dám đi máy bay vì sợ bị khủng bố giống vụ 11 tháng 9. Borat đành phải mua một chiếc xe bán kem cũ và lên đường.
Trong chuyến đi, Borat mua được một tập sách Baywatch và tiếp tục thu thập cảnh quay cho phim tài liệu của mình. Khi đến thăm một trường đua ngựa, Borat đã hát bài quốc ca Kazakhstan hư cấu theo giai điệu của quốc ca Mỹ, nhận được phản ứng tiêu cực. Tại Atlanta, Borat vào một khách sạn nhưng bị đuổi ra ngoài vì anh cư xử theo phong cách băng nhóm người Mỹ gốc Phi mà anh gặp trước đó. Tại một nhà nghỉ B&B, Borat và Azamat hoảng sợ khi biết chủ nhà là người Do Thái, cả hai bỏ chạy vì sợ chủ nhà sẽ làm hại họ. Borat định mua súng để tự vệ nhưng bị từ chối vì không phải là công dân Mỹ, anh đành phải mua một con gấu.
Borat tham gia một bữa ăn tối với những người quý tộc, anh đã dẫn một gái mại dâm tên Luenell vào nhà, kết quả là cả hai bị đuổi ra khỏi nhà. Borat có vẻ quý mến Luenell nhưng anh vẫn phải đến California tìm Pamela. Borat sau đó ghé vào một cửa hàng đồ cổ, vụng về làm vỡ nhiều món đồ. Tại một khách sạn, Borat phát hiện Azamat đang thủ dâm với bức ảnh của Pamela, hai người đàn ông đã đánh nhau trong tình trạng khỏa thân từ trong phòng xuống tận phòng hội nghị bên dưới.
Azamat bỏ rơi Borat, lấy đi hộ chiếu, tiền bạc và cả con gấu. Xe của Borat hết xăng và anh phải đi nhờ xe của một nhóm thanh niên. Nhóm này cho anh xem đoạn phim nhạy cảm của Pamela và tiết lộ rằng cô ta không còn trinh tiết. Borat sau đó tham gia một cuộc cải đạo tôn giáo và tuyên bố tha thứ cho Pamela. Anh đến Los Angeles gặp lại Azamat, cả hai làm hòa với nhau. Borat cuối cùng gặp được Pamela tại buổi ký tặng sách, anh cố gắng bắt cóc cô về quê nhà làm đám cưới thì bị nhân viên bảo vệ can thiệp.
Borat đến thăm Luenell và họ cùng nhau trở về Kazakhstan làm đám cưới. Họ mang một số sản phẩm công nghệ của Mỹ về ngôi làng của Borat, trong đó có iPod, máy tính xách tay và một chiếc TV độ nét cao.

## Diễn viên

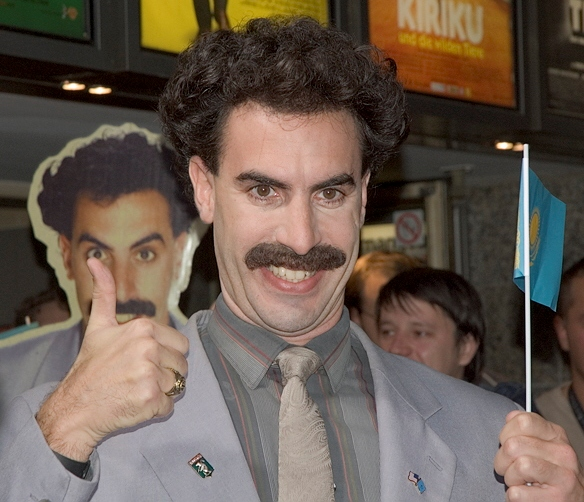
Sacha Baron Cohen trong vai Borat tại buổi ra mắt phim ở Cologne.

- Sacha Baron Cohen vai Borat Sagdiyev
- Ken Davitian vai Azamat Bagatov
- Luenell vai Luenell
- Pamela Anderson vai chính cô